# USS Kearsarge (1861)
El USS Kearsarge, una balandra de guerra de la clase Mohican, es conocido sobre todo por su derrota de la corbeta confederada CSS Alabama frente a Cherburgo (Francia) durante la Guerra Civil estadounidense. El Kearsarge fue el único buque de la Marina de los Estados Unidos que recibió su nombre del monte Kearsarge, en New Hampshire. Posteriormente, otros buques recibieron el nombre de Kearsarge en honor al monte.

## Hundimiento

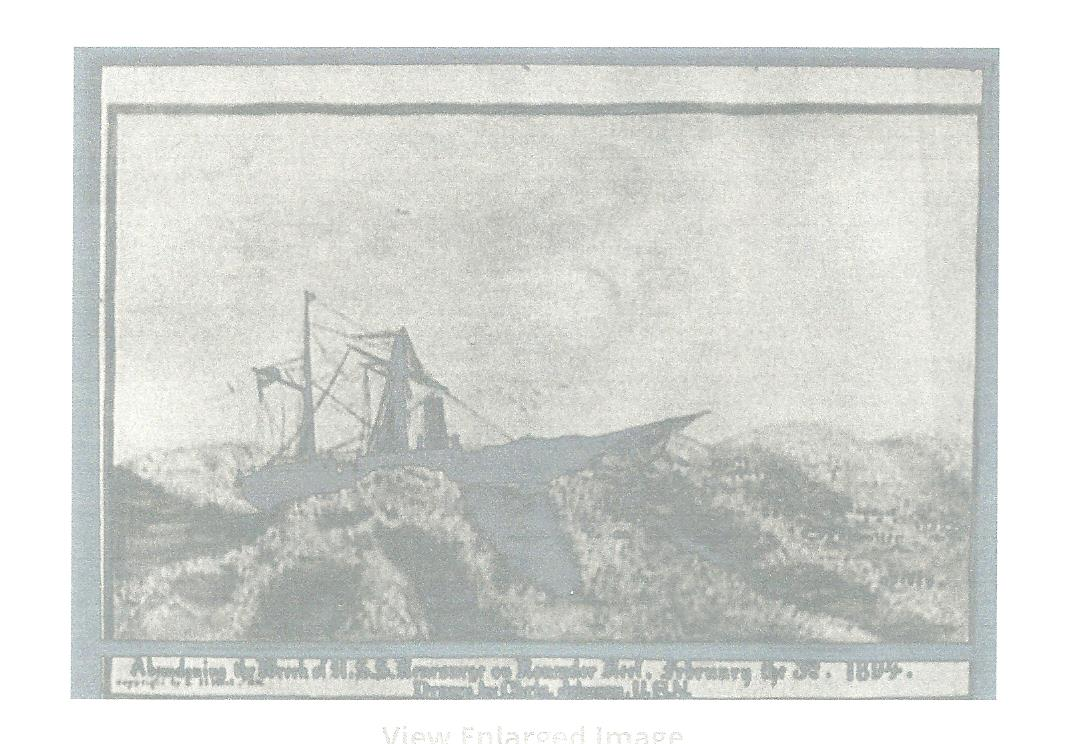
Abandonando los restos del naufragio del USS Kearsarge en Roncador Reef, 3 de febrero de 1894

Partió de Haití el 20 de enero de 1894 hacia Bluefields, Nicaragua, pero naufragó en un arrecife frente a Cayo Roncador, Colombia, el 2 de febrero. Sus oficiales y tripulación llegaron sanos y salvos a tierra.
El Congreso asignó 45.000 dólares para remolcar el Kearsarge a Estados Unidos, pero un equipo de salvamento de la Boston Towboat Company descubrió que no podía reflotarlo. Algunos artefactos se salvaron del barco, incluida la Biblia del barco. Los artículos rescatados, junto con una sección dañada de su poste de popa con un proyectil sin explotar del CSS Alabama todavía incrustado en él, ahora están almacenados o en exhibición en el Washington Navy Yard. Según el Museo de la Academia Naval de Estados Unidos, después de la batalla contra el Alabama se quitó el proyectil y se reemplazó el poste de popa. Kearsarge fue eliminado del Registro de Buques Navales en 1894.